# Ministero del turismo (Grecia)
Il Ministero del turismo (in greco Υπουργείo Τουρισμού?) è un dicastero del governo greco che si occupa delle politiche sul turismo in Grecia.
L'attuale ministro è Olga Kefalogiannī, in carica dal 27 giugno 2023.

## Storia
Il Ministro del turismo fu istituito per la prima volta con apposita legge il 14 marzo 1989 su iniziativa del Primo ministro Andreas Papandreou, venendo poi abolito nel 1991 durante il governo di Kōnstantinos Mītsotakīs e accorpato al Ministero dell'economia nazionale.